# Устанак Ника
Устанак Никâ (по лозинци побуњеника νυκά, што значи „побеђуј“) је била побуна демâ, „плавих“ (οἱ Βέντοί) и „зелених“ (οἱ Πράσινοι), која је задесила престоницу Источноримског царства јануара 532. године. За време Јустина владар је фаворизовао плаве. Међутим, када је Јустинијан I дошао на власт, он је укинуо власт „плавима“, те су се они ујединили са „зеленима“ у намери да га сруше. Године 532. дошло је до великих демонстрација на Хиподрому. Против своје воље за цара је изабран је Анастасијев сестрић — Ипатије. Буна је попримила такве размере да је Јустинијан помишљао да абдицира и да са ризницом пребегне у Хераклеју (Тракија), али га је од тога одвратила Теодора, најпознатија личност целе византијске епохе. Осим ње, уз Јустинијана су стали Велизар и лукави евнух Нарзес. Они су опсели Хиподром, где су се налазили побуњеници. Нарзес је повео преговоре и успео да уведе раздор у побуњеничким редовима. Потплатио је вођу плавих и на тај начин отуђио њега и његове од „зелених“. Потом је под заповедништвом Велизара извршен напад на Хиподром у којем је узело учешћа 3.000 ветерана. За један дан масакрирано је 30.000 зелених. Ипатије и Помпеј, Анастасијеви сестрићи за које се сумњало да су виновници немира, погубљени су заједно са 18 виђенијих патрицијâ и конзулâ, предводника побуне. На тај начин је угушена једна од најозбиљнијих немира који су захватили престоницу на Босфору. Међутим, моћ зелених није била до краја скршена, тако да су две фракције наставиле да врше повремена крвопролића на хиподрому.

## Позадина
Старо Римско и Византијско царство су имали врло развијена удружења звана деме (δῆμος). Та су удружења подупирала различите фракције (тимове) које су се такмичиле у одређеним спортским такмичењима. Ово је посебно било јако у тркама двоколица. Постојала су четири главна састава тркача двоколица које је разликовала боја одоре у којој су се такмичили. Осим такмичара те боје су носили и њихови навијачи. То су били Плави, Црвени, Зелени и Бели. Ипак, у византијско доба су једини састави с неким утицајем били Плави и Зелени. Цар Јустинијан I је био присталица Плавих.
Удружења су постала место исказивања за разна друштвена и политичка питања за која византијско становништво није имало других места где би их исказало. Била су комбинација уличних банди и политичких странака. Заузимала су стајалишта о текућим питањима, посебно о теолошким проблемима (узрок масовних, често насилних расправа у 5. и 6. веку) или о претендентима на престо. Учестало су покушавали утицати на царску политику извикивајући политичке захтеве између трка. Царске постројбе и градска стража нису могле чувати ред без сарадње циркуских фракције које су подупирале аристократске породице у граду (породице су биле подупиратељи). У ове су спадале неке породице које су веровале да имају пуно право на престо, веће него Јустинијан.
Године 531. су неки чланови Плавих и Зелених били ухапшени због убиства повезаног са смртима које су се појавиле током побуна након завршене трке двоколица. Немири ограниченог распона нису били непознаница на тим тркама, слично као и хулиганство које се појављивало око фудбалских сусрета у данашњици. Убице је требало обесити, што се углавном и догађало. Но, 10. јануара 532. двоје њих, Плави и Злени, побегли су и склонили се у уточишту цркве коју је окружила бесна гомила.
Јустинијан је био живчан, јер је био усред преговора с Персијанцима о миру на истоку, становништво је било увелико незадовољно због високих пореза, а сад се суочио с могућом кризом у свом граду. Суочивши се с овим, објавио је да ће трка двоколица бити одржана 13. јануара и променио је пресуде у затворске. Плави и Зелени су одговорили тако што су захтевали да се два човека у потпуности ослободе.

## Немири
Дана 15. јануара 532. напета и бесна светина је дошла на цариградски хиподром да гледа трке. Хиподром се налазио до палате, па је Јустинијан могао посматрати из сигурности своје ложе у палати. Од почетка је светина извикивала увреде упућене Јустинијану. До краја дана, на трци 22, разнолики неправилни повици су се променили из „Плави!" или „Зелени!" у јединствено „Ника!" ("Победи!" или „Покори!"), а светина је провалила и напала палате. Идућих 5 дана палата је буквално била под опсадом. Пожари који су избили током немира су резултовали разарањем већег дела града, укључујући и градску највреднију цркву, цркву Свете мудрости (коју је Јустинијан каснио поновно изградио).
Неки сенатори су ово видели као прилику којом би могли збацити Јустинијана с престола, незадовољни његовим новим порезима и смањеном подршком племству. Протестанти су сад били наоружани и најверојатније су их контролисали њихови савезници у Сенату. Захтевали су да Јустинијан распусти префекта Ивана Кападочког који је био одговоран за прикупљање пореза и квестора Трибонијана који је био одговоран за писање законског кодекса. Тад су прогласили новог цара, Ипатија, нећака бившег цара Анастасија I.
Јустинијан је у очају разматрао могућност да побегне, но говори се да га је његова супруга Теодора разуверила, говорећи му „Они који су носили круну не би смели остати живи након што ју изгубе. Нити намјеравам доживјети дан кад ме неће поздрављати као царицу."" Иако је пут за бег преко мора био отворен за цара, Теодора је устрајала на томе да би остала у граду, цитирајући стару изреку „Владарство је прекрасно покопно одијело." или можда, (краљевска боја) „Љубичаста је прекрасни мртвачки покров.".
Чим се прибрао, Јустинијан је смислио план у којем је рачунао на популарног евнуха Нарзеса и на генерале Велизара и Мунда. Дао је врећу злата Нарзесу. Нарзес је носећи ту врећу ушао сам ненаоружан на хиподром, нашавши се насупрот убилачки настројене светине које је већ убила стотине људи. Нарзес је отишао директно према Плавима, пришавши важном њиховом припаднику. Саопштио им је да их је цар Јустинијан стао иза њих, да их подупире против Зелених. Подсетио га је да Зеленима припада Ипатије, човек којег су крунисали. Потом је разделио злато. Вође Плавих су тихо разговарали међусобно и потом су почели говорити сљедбеницима. Одједном се усред Ипатијевог крунисања Плави изјурили с хиподрома, док су Зелени остали запањени. На то су царске јединице које су предводили Велизар и Мунд јурнуле у хиподром и побиле преостале побуњенике.
Према извештајима је убијено око тридесет хиљада побуњеника. Јустинијан је још наредио убиство Ипатија и изгнати сенаторе који су подупирали побуну. Потом је обновио Цариград и цркву Свете мудрости и био је слободан да успостави своју власт.